# The Invisibles
The Invisibles är en postmodern äventyrsserie med science fiction- och fantasy-inslag, skapad av manusförfattaren Grant Morrison och tecknaren Steve Yeowell, och publicerad av DC Comics på deras etikett Vertigo åren 1994–2000.

## Bakgrund
The Invisibles var Grant Morrisons första större originalskapelse för DC och föddes, enligt hans egen utsago, ur hans ambitioner att påverka den samtida kulturen i en mer positiv riktning. För att skapa sin fiktiva värld hämtade Morrison influenser från alla möjliga håll inom religion, filosofi, politik, vetenskap och populärkultur; konspirationsteorier, anarkism, zenbuddhism, shamanism, voodoo, HBT-kultur, surrealism, punk, ravekultur, The Beatles, A Clockwork Orange, Markis de Sade, H. P. Lovecraft, alternativa världar, tidsresor, Baader-Meinhof och mycket mer, i ett veritabelt postmodernistiskt lapptäcke. Flera av dessa teman hade Morrison redan berört i tidigare serier som Zenith, Animal Man och Doom Patrol. 
Serien började publiceras i egen serietidning i mitten av 1994, och sålde till en början väl. Försäljningen började emellertid sjunka kraftigt redan efter bara några nummer. För att hejda de sjunkande upplagesiffrorna på föreslog då Morrison att läsarna skulle samlas i ett magiskt "wankathon".
Under arbetet med The Invisibles blev Morrison allvarligt sjuk, vilket ledde till att tidningen tillfälligt lades ner och sedan återuppstod. Detta tros vara en av anledningarna till att tidningen inte publicerades kontinuerligt, utan i tre olika omgångar (volymer) med ny numrering varje gång.

## Tecknare på serien
De första fyra numren tecknades av Steve Yeowell, som tidigare samarbetat med Morrison på "Zenith". Han återkom flera gånger under publiceringen, men i övrigt avlöste en mängd tecknare varandra. Bland de mest framträdande tecknarna kan nämnas Jill Thompson, Chris Weston, Phil Jimenez, Paul Johnson, Philip Bond, Sean Phillips och Frank Quitely.
Mer än hälften av omslagen till tidningen tecknades av Brian Bolland.

## Handling
I centrum för historien står The Invisibles, egentligen bara en lokalavdelning av den hemliga världsomspännande organisationen The Invisible College som har vigt sin tillvaro åt att bekämpa allt förtryck i världen. De Invisibles som vi får följa genom hela historien inkluderar ledaren King Mob, transvestiten Lord Fanny, expolisen Boy, telepaten Ragged Robin och den brittiska ligisten Jack Frost (kodnamn är av säkerhetsskäl en del av kulturen inom Invisibles-organisationen). The Invisibles har insett att världen som vi ser den bara är en illusion. Men hur bryter man sig loss från den? Hur krossar man illusionen? Och vad finns bortom den? Vill de ens veta svaret på den frågan?
Organisationens värsta fiender är Archons of Outer Church, utomjordiska gudar från en annan dimension som redan har förslavat större delen av mänskligheten i det fördolda. 

### Karaktärsgalleri

#### The Invisibles
- King Mob (Gideon Stargrave), gruppledare
- Jack Frost (Dane McGowan), en ung ligist från Liverpool som kan vara nästa Buddha
- Lord Fanny, en brasiliansk transvestit och shaman
- Ragged Robin, en flicka med ett mystiskt förflutet och magiska krafter
- Boy, en kvinnlig före detta New York-polis
- Mason Lang, multimiljardär och amerikansk företagsledare
- Tom O'Bedlam, uteliggare och nestor inom Invisibles-organisationen
- Jolly Roger, en lesbisk, queerfeministisk kommandosoldat och terrorist
- Jim Crow, voodoo-doktor och hiphop-stjärna
- Division Six, en annan Invisibles-avdelning
- Mr. Six, hög ledare inom Invisibles-organisationen och medlem av Division Six
- Jack Flint, Division Six
- George Harper, Division Six
- ElFayed, Invisibles-veteran

#### Fiender
- The Archons of Outer Church
- King-of-all-Tears, en Archon
- The Myrmidons, mänskliga agenter för the Outer Church
- Monster of Glamis
- Orlando, en sadistisk demon
- Sir Miles, brittisk adelsman och agent för Outer Church
- Colonel Friday, amerikansk militärofficer och agent för Outer Church
- Mr. Quimper, mystisk missbildad dvärg som arbetar för Outer Church

#### Bifigurer
- Barbelith, mänsklighetens levande "moderkaka"
- Markis de Sade
- John Lennons ande
- Mictlantecuhtli, aztekisk gud
- The Harlequinade, mystiska rådgivare i clowndräkter
- The Blind Chessman, en annan mystisk rådgivare
- Takashi, uppfinnare av världens första tidsmaskin

## Utgivning

### Serietidningen
Serietidningen The Invisibles gavs ut i tre volymer/omgångar:
- Volym 1: Nummer 1–25 (1994–96).
- Volym 2: Nummer 1–22 (1997–99).
- Volym 3: Nummer 12–1 – baklänges nedräkning (1999–2000)

Ett par kortare "Invisibles"-historier publicerades även i den årliga antologin Vertigo: Winter's Edge.

### Samlingar
Alla avsnitt av "The Invisibles" har sedan samlats i samlingsalbum:
- "Say You Want a Revolution", (1999). Samlar Vol. 1, nummer 1–8 (ISBN 1-56389-267-7).
- "Apocalipstick" (2001). Samlar Vol. 1, nummer 9–16 (ISBN 1-56389-702-4).
- "Entropy in the UK" (2001). Samlar Vol. 1, nummer 17–25 (ISBN 1-56389-728-8).
- "Bloody Hell in America" (1998). Samlar Vol. 2, nummer 1–4 (ISBN 1-56389-444-0).
- "Counting to None" (1999). Samlar Vol2, nummer 5–13 (ISBN 1-56389-489-0).
- "Kissing Mister Quimper" (2000). Samlar Vol. 2, nummer 14–22 (ISBN 1-56389-600-1)
- "The Invisible Kingdom" (2002). Samlar Vol. 3, nummer 12–1. (ISBN 1-4012-0019-2)